# 상황버섯
상황버섯(桑黃--)으로도 불리는 목질진흙버섯(Phellinus linteus)은 균사체 버섯이다. 주로 끓여서 차로 먹는다. 맛이 순하고 독성이 거의 없으나 개인마다의 건강상태에 따라 부작용이 있을 수도 있다. 섭취 후 이상 반응이 나타나면 병원에서 진단 받아야 한다.